# Sphaeronemoura paraproctalis
Sphaeronemoura paraproctalis är en bäcksländeart som först beskrevs av Aubert 1967.  Sphaeronemoura paraproctalis ingår i släktet Sphaeronemoura och familjen kryssbäcksländor. Inga underarter finns listade i Catalogue of Life.